# Autocompattatore

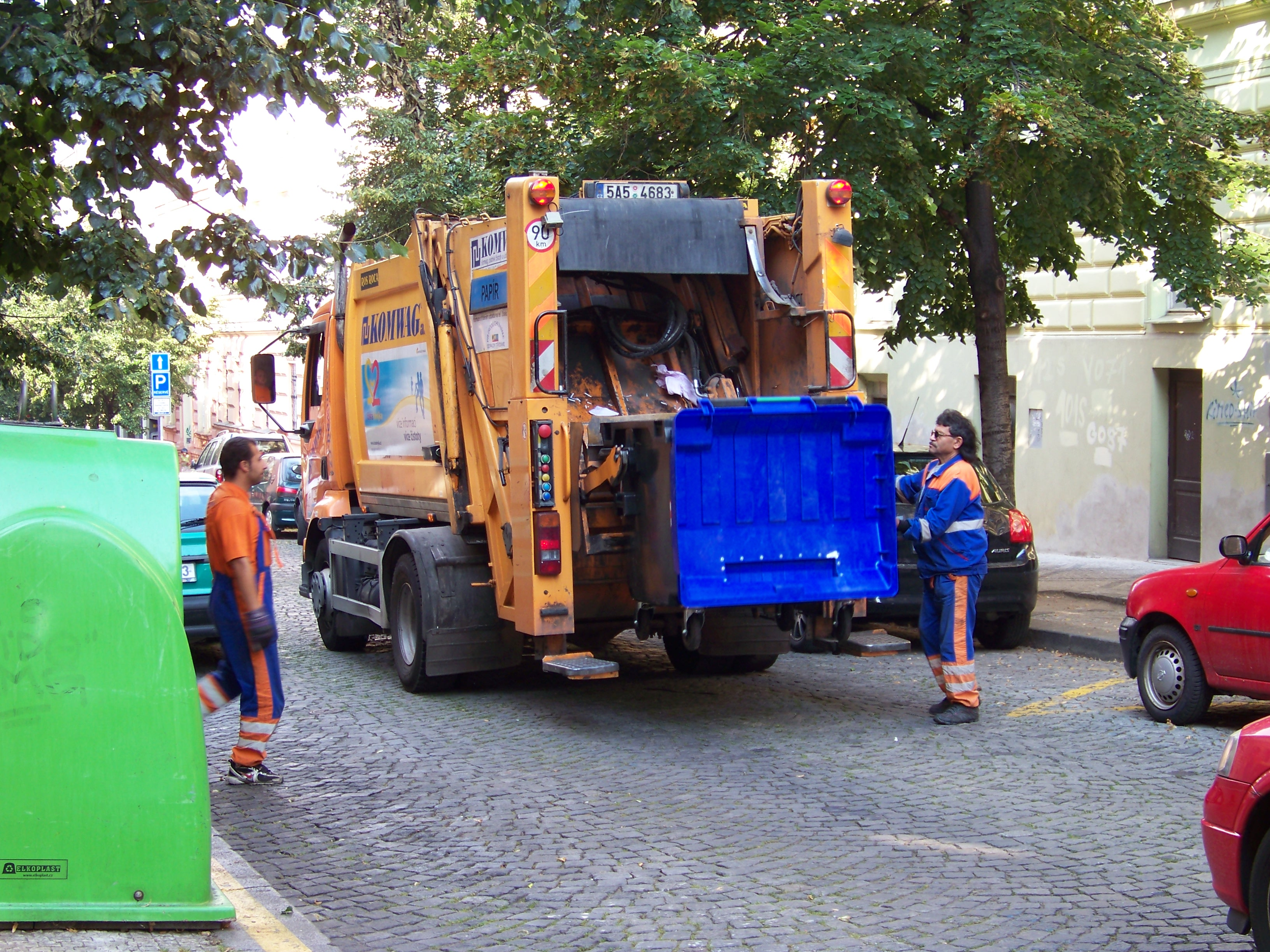
Un autocompattatore posteriore

L'autocompattatore (talora definito autoimmondizie o camion della spazzatura) è un veicolo per la raccolta dei rifiuti urbani attrezzato per compattarli al suo interno e per il loro trasporto in un impianto di trattamento dei rifiuti, come una discarica, un centro di riciclaggio o una stazione di trasferimento. Questi mezzi sono spesso provvisti di un sistema di aggancio dei cassonetti (posteriore, anteriore o laterale).
Definito anche comunemente con il solo nome di compattatore, questo veicolo può essere di tipi diversi a seconda delle dimensioni e dell'uso per cui è stato progettato. Alcune versioni recenti di questi mezzi sono costruiti in modo tale da essere utilizzati dal solo autista che dirige lui stesso il braccio articolato dalla cabina di guida.

## Allestimenti
L'autocompattatore può essere di 3 modelli:
- Camionato cioè allestito su furgoni, autocarri o altri veicoli commerciali.
- Scarrabile cioè allestito su un telaio con sistema a cassone scarrabile.
- Minicompattatore cioè allestito su furgoni di piccole dimensioni.[senza fonte]

Le dimensioni del macchinario variano a seconda della loro capacità, oppure a seconda delle richieste del cliente.

## Galleria d'immagini

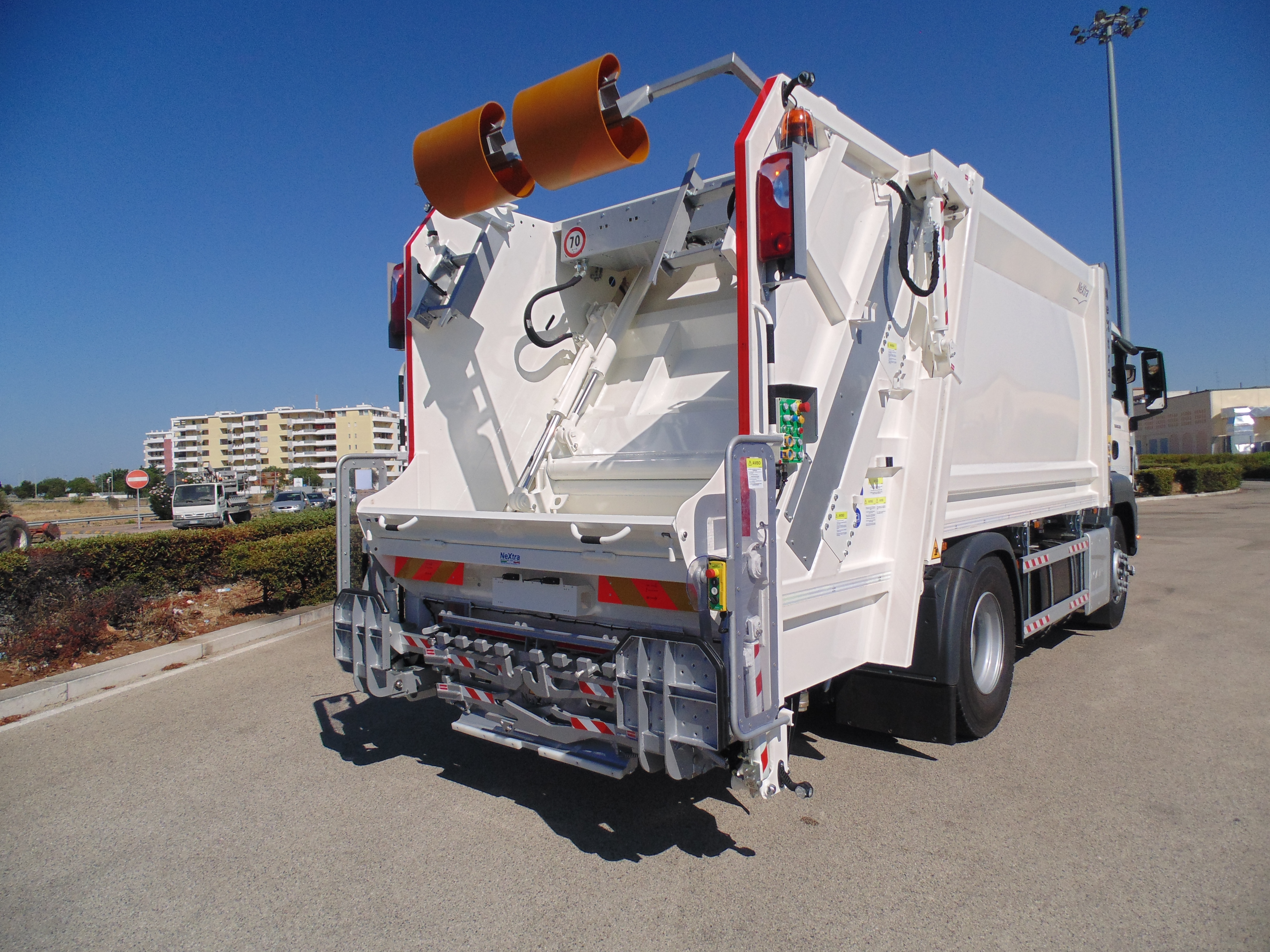
Autocompattatore da 16 metri cubi
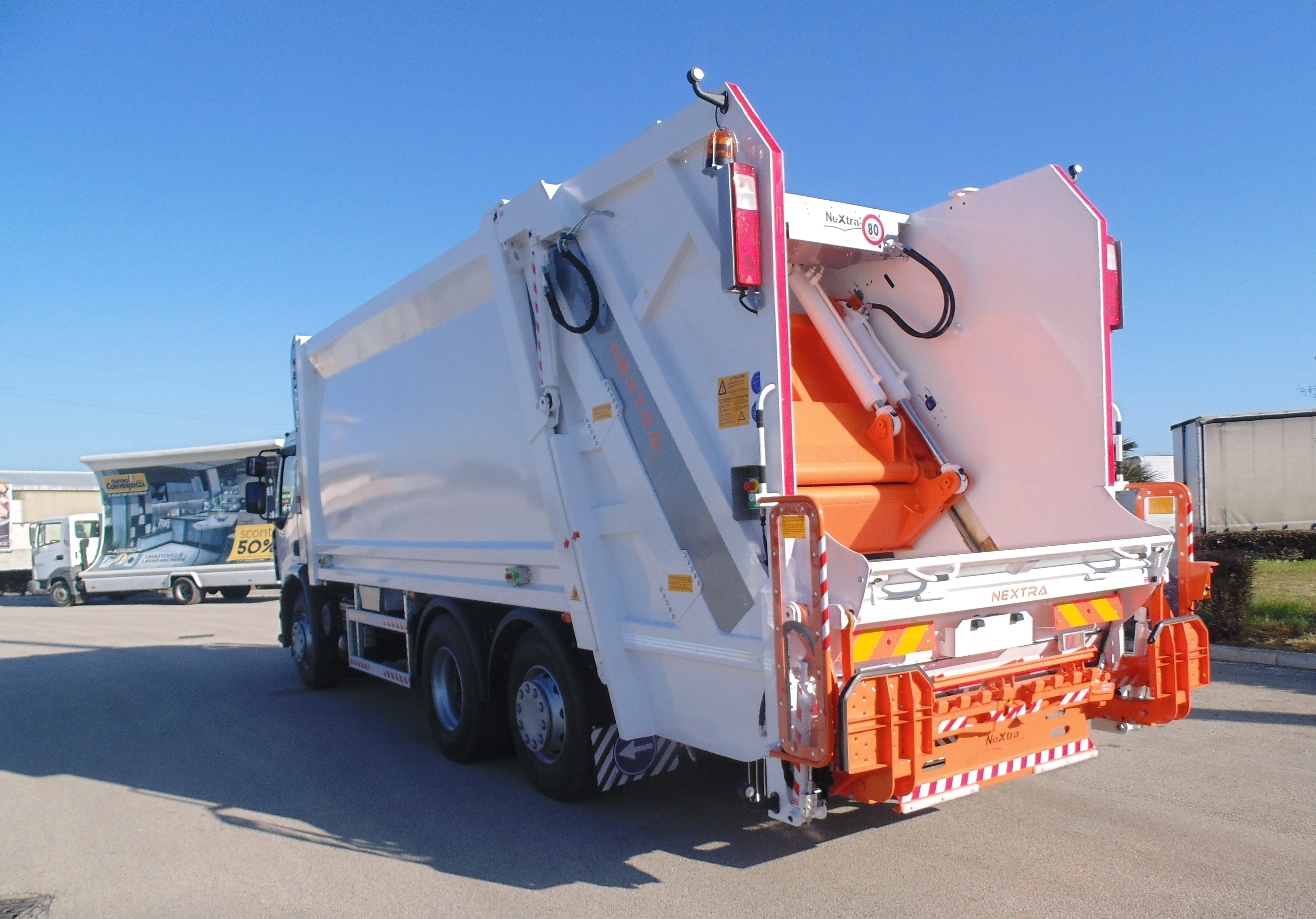
Autocompattatore da 22 metri cubi
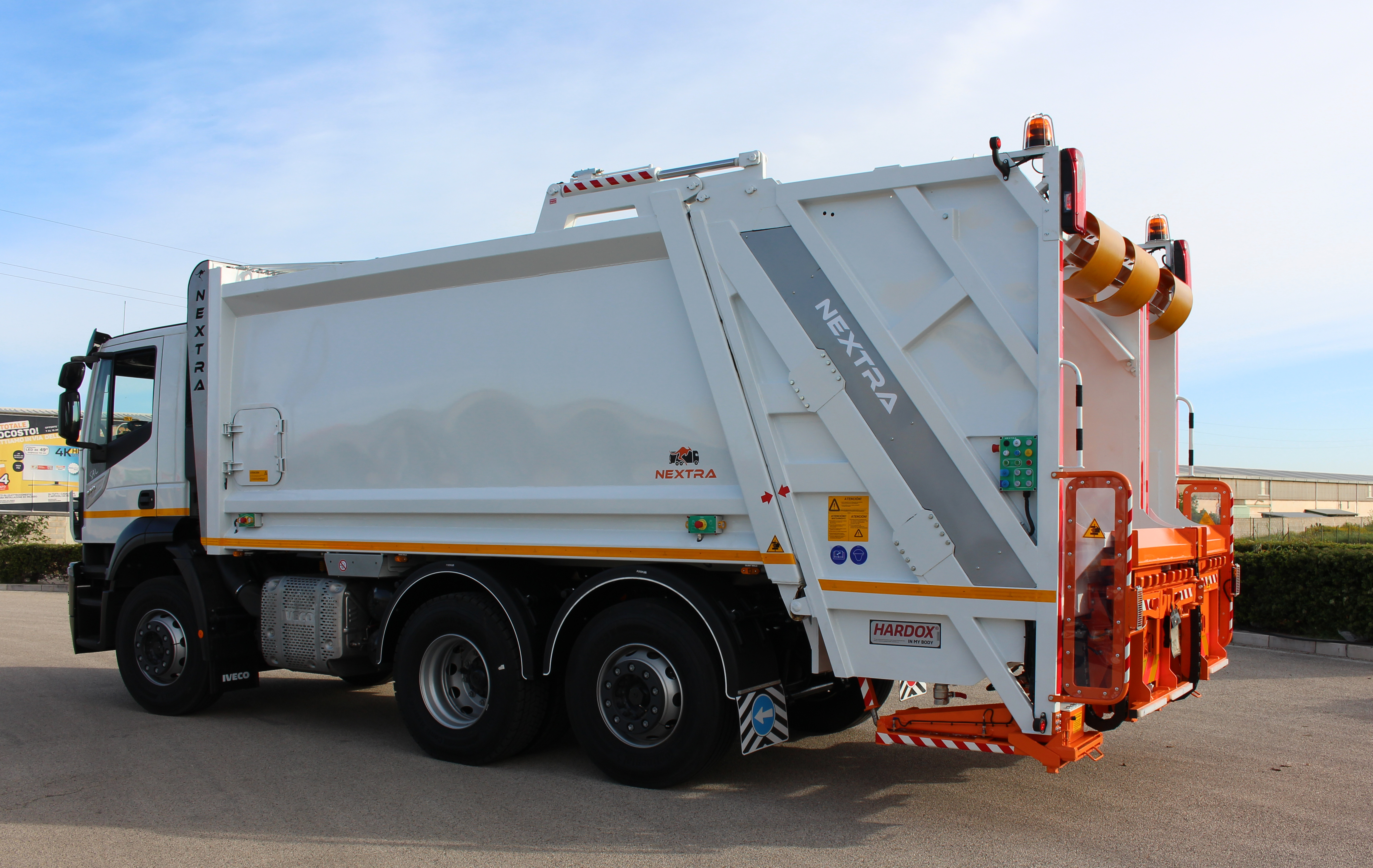
Compattatore doppio asimmetrico, a caricamento posteriore